# Bisdom Maracay
Het bisdom Maracay (Latijn: Dioecesis Maracayensis) is een rooms-katholiek bisdom met als zetel Maracay, in Venezuela. Het bisdom is suffragaan aan het aartsbisdom Valencia en Venezuela. 

## Geschiedenis
Het bisdom werd opgericht op 21 juni 1958, uit delen van het bisdom Calabozo en het aartsbisdom Caracas. 

## Parochies
Het bisdom had in 2021 een oppervlakte van 7.014 km2 en telde 2.091.000 inwoners waarvan 77,6% rooms-katholiek was.

## Bisschoppen
- José Alí Lebrún Moratinos (21 juni 1958 - 19 maart 1962; kardinaal in 1983)
- Feliciano González Ascanio (31 juli 1962 - 13 december 1986)
- José Vicente Henriquez Andueza (24 juni 1987 - 5 februari 2003)
- Reinaldo del Prette Lissot (5 februari 2003 - 10 april 2007; coadjutor sinds 24 april 1997)
- Rafael Ramón Conde Alfonzo (12 februari 2008 - 19 juli 2019)
- Enrique José Parravano Marino (19 juli 2019 - heden)

## Galerij van afbeeldingen

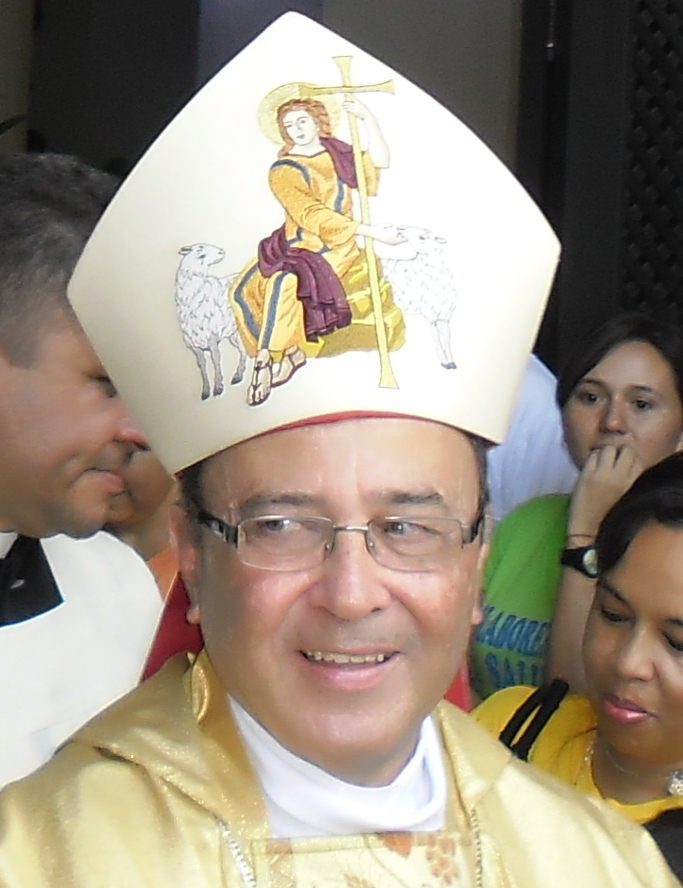
Bisschop Rafael Ramón Conde Alfonzo (2008-2019)
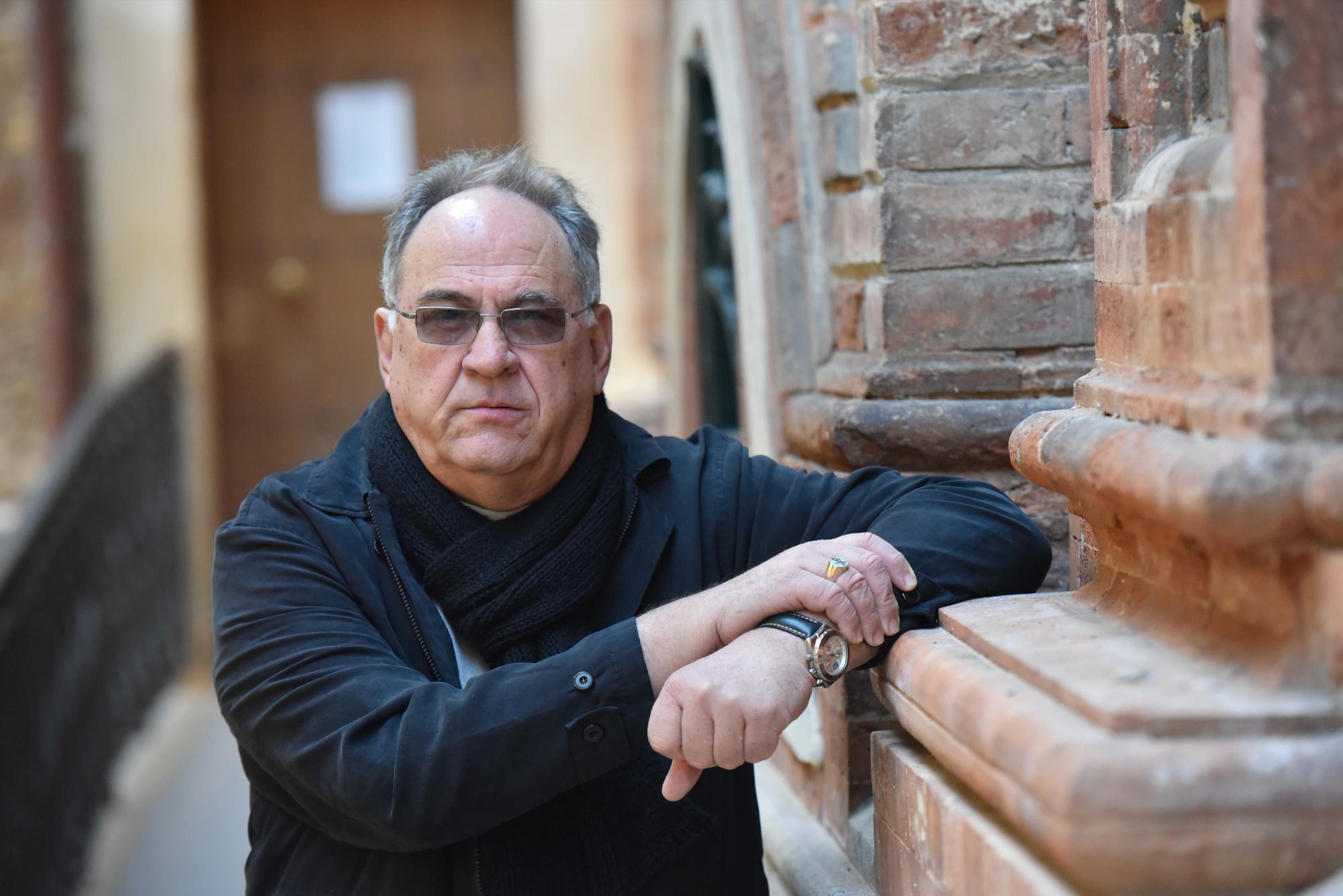
Bisschop Reinaldo del Prette Lissot (2003-2007)
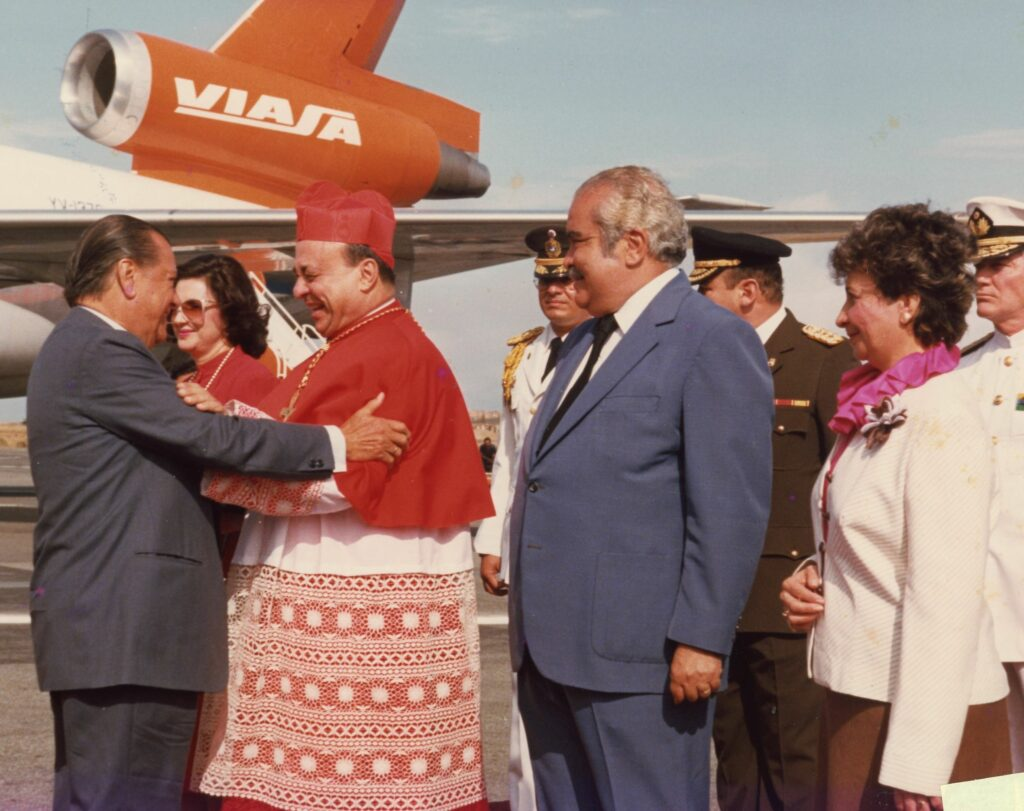
Bisschop José Alí Lebrún Moratinos (1958-1962) was de eerste bisschop van het bisdom Maracay, hier als kardinaal in 1983

Valencia en Venezuela (aartsbisdom) · Maracay · Puerto Cabello · San Carlos de Venezuela